# Hyphoderma malenconii
Hyphoderma malenconii är en svampart som först beskrevs av Manjón & G. Moreno, och fick sitt nu gällande namn av Manjón, G. Moreno & Hjortstam 1988. Hyphoderma malenconii ingår i släktet Hyphoderma och familjen Meruliaceae.   Inga underarter finns listade i Catalogue of Life.